# Okręgowe rozgrywki w piłce nożnej woj. olsztyńskiego, elbląskiego i suwalskiego (1979/1980)
Drużyny z województwa olsztyńskiego występujące w ligach centralnych i makroregionalnych:
- I liga – brak
- II liga – brak
- III liga – Gwardia Szczytno, Stomil Olsztyn, Mazur Ełk, Śniardwy Orzysz, Agrokompleks Kętrzyn, Warmia Olsztyn, Wigry Suwałki

Rozgrywki okręgowe:
- OZPN Olsztyn:

- - Klasa okręgowa (IV poziom rozgrywkowy)
  - Klasa A - 2 grupy (V poziom rozgrywkowy)
  - Klasa B - 4 grupy (VI poziom rozgrywkowy)
  - klasa C (gminna) - podział na grupy (VII poziom rozgrywkowy)

- OZPN Elbląg:

- - Klasa okręgowa Elbląg-Toruń (IV poziom rozgrywkowy)
  - Klasa A (V poziom rozgrywkowy)
  - Klasa B - 2 grupy (VI poziom rozgrywkowy)
  - klasa C - podział na grupy (VII poziom rozgrywkowy)

- OZPN Suwałki:

- - Klasa A (IV poziom rozgrywkowy)
  - Klasa B (V poziom rozgrywkowy)

W tym sezonie IV poziomem ligowym w woj. elbląskim była klasa okręgowa prowadzona wspólnie z OZPN Toruń.

## Klasa okręgowa Elbląg-Toruń
| Poz. | Klub                       | Pkt. | Bramki |
| ---- | -------------------------- | ---- | ------ |
| 1    | Stomil Grudziądz           |      |        |
| 2    | Pomowiec Gronowo Elbląskie |      |        |
| 3    | Unia Wąbrzeźno             |      |        |
| 4    | Olimpia Grudziądz          |      |        |
| 5    | Legia Chełmża              |      |        |
| 6    | Zastal Braniewo            |      |        |
| 7    | Rodło Kwidzyn              |      |        |
| 8    | Błękitni Orneta            |      |        |
| 9    | Olimpia II Elbląg          |      |        |
| 10   | FAM Chełmno                |      |        |
| 11   | Iskra Malbork              |      |        |
| 12   | Węgrowianka                |      |        |
| 13   | Promień Kowalewo Pomorskie |      |        |
| 14   | Mlexer Elbląg              |      |        |

## OZPN Olsztyn

### Klasa okręgowa
| Poz. | Klub                       | M  | Pkt. |
| ---- | -------------------------- | -- | ---- |
| 1    | Orlęta Reszel              | 26 | 41   |
| 2    | Gwardia II Szczytno        | 26 | 39   |
| 3    | Metalowiec Mrągowo         | 26 | 32   |
| 4    | Gwardia Olsztyn            | 26 | 31   |
| 5    | Sokół Ostróda              | 26 | 30   |
| 6    | Stomil II Olsztyn          | 26 | 30   |
| 7    | Start Nidzica              | 26 | 28   |
| 8    | Warfama Dobre Miasto (s)   | 26 | 28   |
| 9    | Polonia Lidzbark Warmiński | 26 | 21   |
| 10   | Victoria Bartoszyce        | 26 | 18   |
| 11   | Cresovia Górowo Iławeckie  | 26 | 17   |
| 12   | Kormoran Ostróda           | 26 | 17   |
| 13   | LKS PGR Biskupiec          | 26 | 16   |
| 14   | Jeziorak Iława             | 26 | 16   |

- Orlęta Reszel nie awansowały do III ligi

### Klasa A

#### grupa I
| Poz. | Klub               | M  | Pkt. | Bramki |
| ---- | ------------------ | -- | ---- | ------ |
| 1    | Huragan Morąg      | 22 | 39   |        |
| 2    | LZS Napiwoda       | 22 | 32   |        |
| 3    | Motor Lubawa       | 22 | 30   |        |
| 4    | IHAR Bartążek      | 22 | 30   |        |
| 5    | LZS Jonkowo        | 22 | 22   |        |
| 6    | Jeziorak II Iława  | 22 | 20   |        |
| 7    | Olimpia Olsztynek  | 22 | 19   |        |
| 8    | LKS PGR Małdyty    | 22 | 16   |        |
| 9    | LZS Łukta          | 22 | 16   |        |
| 10   | LZS Stare Jabłonki | 22 | 15   |        |
| 11   | LZS Samborowo      | 22 | 15   |        |
| 12   | LZS Dąbrówno       | 22 | 6    |        |

#### grupa II
| Poz. | Klub                    | M  | Pkt. | Bramki |
| ---- | ----------------------- | -- | ---- | ------ |
| 1    | Granica Kętrzyn         | 22 | 36   |        |
| 2    | Kombinat Bartoszyce     | 22 | 36   |        |
| 3    | LKS PGR Dobre Miasto    | 22 | 33   |        |
| 4    | LZS Łankiejmy           | 22 | 29   |        |
| 5    | LKS PGR Klewki          | 22 | 27   |        |
| 6    | Agrokompleks II Kętrzyn | 22 | 23   |        |
| 7    | Agrołyna Sępopol        | 22 | 22   |        |
| 8    | Reduta Bisztynek        | 22 | 18   |        |
| 9    | LZS Sątopy              | 22 | 13   |        |
| 10   | LZS Dąbrowa             | 22 | 12   |        |
| 11   | LKS PGR II Biskupiec    | 22 | 9    |        |
| 12   | Warfama II Dobre Miasto | 22 | 7    |        |

### Klasa B

#### grupa I
- awans: LZS Gierłoż

#### grupa II
- awans: LZS Barczewo

#### grupa III
- awans: LZS Niedanowo

#### grupa IV
- awans: LZS Skierki

## OZPN Elbląg

### Klasa A
| Poz. | Klub                          | Pkt. | Bramki |
| ---- | ----------------------------- | ---- | ------ |
| 1    | Powiśle Dzierzgoń(s)          | 30   | 57-34  |
| 2    | Powiśle Czernin (s)           | 29   | 60-28  |
| 3    | Sokół Lipowina (s)            | 27   | 54-35  |
| 4    | Syrena Młynary                | 25   | 42-34  |
| 5    | Sokół Kwidzyn                 | 25   | 47-41  |
| 6    | Żuławy Nowy Dwór Gdański (s)  | 25   | 39-38  |
| 7    | Iskra II Malbork(s)           | 23   | 35-36  |
| 8    | Barkas Tolkmicko(s)           | 23   | 35-43  |
| 9    | Pogoń Gardeja                 | 17   | 28-36  |
| 10   | Pomowiec II Gronowo Elbląskie | 17   | 33-53  |
| 11   | Wałsza Pieniężno              | 12   | 47-71  |
| 12   | Zjednoczenie Susz             | 11   | 28-53  |

### Klasa B
- grupa I - awans: Agat Jegłownik
- grupa II - awans: STAN-MOR Stanowo